# Строкстаун
Строкстаун (англ. Strokestown; ирл. Béal na mBuillí) — деревня в Ирландии, находится в графстве Роскоммон (провинция Коннахт) у трасс N5 и R368.

## Демография
Население — 773 человека (по переписи 2006 года). В 2002 году население составляло 631 человек.
Данные переписи 2006 года:
| Общие демографические показатели |               |                               |                               |      |      |
| Всё население                    | Всё население | Изменения населения 2002—2006 | Изменения населения 2002—2006 | 2006 | 2006 |
| 2002                             | 2006          | чел.                          | %                             | муж. | жен. |
| 631                              | 773           | 142                           | 22,5                          | 395  | 378  |